# Festival Panoràmic
El Panoràmic és el festival que explora la relació entre el cinema i la fotografia, promou i incentiva l'ús de les noves narratives audiovisuals com les instal·lacions artístiques i les propostes creatives més arriscades i contemporànies. El Panoràmic contribueix a visibilitzar les noves generacions i nous artistes emergents d'escoles de l'entorn del cinema i la fotografia.
En el seu equip directiu trobem el fotògraf i promotor d'art Joan Fontcuberta, la Laia Casanova (gestora d'arts visuals) i l'Albert Gusi, un fotògraf català amb una mirada molt peculiar. El festival està promogut per l'Ajuntament de Granollers i espai d'arts Roca Umbert i compten amb el suport de la Generalitat i de mitjans com: VOTv, el 9 Nou, Museu de Granollers, Filmoteca de Catalunya, Cinema Edison, entre d'altres...

## Edicions

### Edició 2017
La primera edició del festival no està definida per una temàtica general que englobi tots els projectes i exposicions presentades.
- Mites i Màsqueres. Una visió de l’univers creatiu d’Albert Serra a través de les fotografies de Román Yñán: exposició fotogràfica produïda per l'equip del Panoràmic juntament amb la Fundació Lluís Coromina en la que es troben imatges exclusives i sorprenents dels rodatges, diaris íntims i món creatiu del cineasta català Albert Serra.
- Film still: jornada que va girar entorn la fotografia fixa. "La fotografia contemporània, en acostar-se al film still, busca en la fotografia fixa una mena de narració, o una sensació, que ens mou a imaginar què ha passat abans o què succeirà tot seguit, i que proporciona a la ment de l'espectador “imatges” dins la imatge, que fan d’aquestes fotografies quelcom molt allunyat de la pintura i proper, en canvi, a la instantània." Va comptar amb la intervenció de Joan Fontcuberta, Joana Hurtado, Félix Pérez Hita, Andrés Hispano, Txema Salvans i Isaki Lacuesta.
- Cuadecuc-Vampir: film clau de Pere Portabella que ajuda a entendre els canvis que es van produir al cinema espanyol, que va entrar en pràctiques il·legals i clandestines o obertament fora del règim, per ser permesos per l'administració franquista. Portabella per fer aquesta pel·lícula agafa el rodatge de El Conde Drácula de Jesús Franco, i fa dos canvis importants en la narració: treu el color (treballa en blanc i negre) i substitueix la banda sonora original per una a càrrec de Carlos Santos.

### Edició 2018: 68. The Whole world is watching
L'any 1968 és recordat per les seves revoltes i conflictes polítics i socials arreu del planeta. L'agost d'aquell any a Chicago, mentre se celebrava la Convenció Demòcrata Nacional, els manifestants eren apallissats brutalment pel cos policial al mateix temps que feien ressonar una frase que ha passat a la història: «The whole world is watching» (El món sencer està mirant). I és que els nous mitjans com la televisió i el vídeo, entès com a eina portàtil, van esdevenir unes eines claus per la comunicació i informació i també pel món artístic.

Aquesta edició amplia la seva programació amb gran varietat de projectes, jornades teòriques, projeccions de curts i llargmetratges i tallers. També és l'any que es comença el Panoràmic educació per itineraris d'ESO i batxillerat i sobretot orientat en batxillerats artístics o estudis relacionats de la zona.

### Edició 2019: La Lluna
Amb motiu del 50é aniversari de l'arribada de l'home a la Lluna, la tercera edició del Panoràmic incentiva a somiar i allunyar-se de la terra fins a la Ultima Thule (objecte més primitiu i llunyà del Sistema Solar que s'ha explorat fins ara) i més enllà per contemplar i explorar des de l'univers. Des d'aquí fotografiar i filmar replantejant-nos les preguntes que mai ens havíem qüestionat abans.

### Edició 2020:Extimitat
Amb l'ús descontrolat que es fa de les xarxes socials, la privacitat ha quedat molt desdibuixada: tothom pot saber com estem, on estem, amb qui i per què. Es comparteixen imatges i vídeos diàriament que revelen la nostra intimitat i la projecten enfora. L'edició 2020 busca aquesta sinergia entre allò personal i íntim i allò públic amb les noves tecnologies com a medi d'expressió.

Degut a la pandèmia del Co-Vid19 el festival va continuar de manera on-line a través de conferències i també, amb el fet de ser una situació de pura extimitat, es va crear el #panoramicfromhome on gent de tot el món podia participar en aquesta convocatòria oberta que acabaria amb una projecció en format loop de les imatges.

### Edició 2021: Incertesa, atzar i predicció
En l'edició del 2021 la proposta del festival gira entorn a la percepció del món i el procés creatiu tenint com a referència la relació entre la fotografia i el cinema. Reflexionem sobre la incertesa del futur, serà atzar o està tot decidit, podem fer prediccions sobre allò que creiem que passarà però mai deixarà de ser un fet desconegut. No se centra en com serà el futur sinó en tot el que comporta i quines preguntes fa plantejar.

## Panoràmic educació
El Festival Panoràmic ofereix una proposta educativa creada i organitzada per l'Eixida, associació d’agitació cultural itinerant que treballa les interseccions entre educació, cultura i comunitat. La idea darrera aquesta iniciativa és fer arribar l'expressió artística de la imatge, el vídeo i el so a un ventall de públic molt diferent a través d'instituts i escoles d'estudis artístics, centres culturals, universitats, associacions...

Des del primer any, hi han participat un total de 12 centres diferents i un total de 1.130 persones, especialment, adolescents i joves. Al llarg dels anys, alguns dels centres han consolidat la seva participació a la proposta i se n’han incorporat de nous.